# Phalaenopsis zebrina
Phalaenopsis zebrina — багаторічні епіфітні трав'янисті рослини родини орхідні.
Вид не має усталеної української назви, в україномовних джерелах зазвичай використовується наукова назва Phalaenopsis zebrina.

## Історія опису
Знайдено і описано голландськими ботаніками Тейсманном і Біннедом в 1862 році. Такими систематиками, як Світ і Крістенсон окремим видом не визнається. Вони розглядали його як Phalaenopsis sumatrana var. Zebrine. 

Існує й прямо протилежна точка зору.

## Біологічний опис
Невеликий моноподіальний епіфіт. 

Стебло коротке, приховане основами 3-5 листків.
Коріння товсте, добре розвинене. 

Листя товсте, щільне, світло-зелене, звисаюче, звужуються до основи, довгасто-овальне, завдовжки 15—25 см, шириною 3|7 см. 

Квітконосів може бути до 5 одночасно. Прості, багаторічні, нерозгалужені, прямостоячі або нахилені, близько 10 см довжиною, малоквіткові (2—5 супротивно розташованих квіток). 

Квіти відкриваються практично одночасно, діаметром 4—5 см, щільної воскової текстури, зірчастої форми, мають досить сильний деревний аромат. Пелюстки світлі різних відтінків зеленого або жовтого, покриті поперечними червоно-коричневими смужками.  Губа біла з жовтими або оранжевими плямами з боків і поздовжніми довгими червоно-коричневими або бузковими смужками. Тривалість життя квіток 25-30 днів. 

Цвітіння — навесні і влітку.

## Поширення, екологічні особливості
Бірма, Таїланд, Малайзія, Борнео і Суматра.
Рівнинні ліси.
Відноситься до числа видів, що охороняються (II додаток CITES).

## У культурі
Див. Phalaenopsis sumatrana.